# شيح ألبي
شيح ألبي أو أرطماسيا بيضاء أو أرطماسيا ألبية (الاسم العلمي Artemisia ludoviciana)، نبات معمر من فصيلة النجمية تنبت على صخور الجبال
العالية حتى 3400 متر، من أنواع المُعشوشبة، الأرطماسيا البيضاء أوراقها مُرتخية كلها معنقة، راحية التقسيم، قصيرة النصل. أزهارها فاتحة اللون
الأصفر في رؤيسات صغيرة فردية كلها تقريباً مُعنقة. وتنتشر في أمريكا الشمالية.

## المنافع الطبية
زيت دهني وجواهر مُرة. وهي مُشهية، مسهلة للطمث، منشطة للمعدة، شافية للجرح من الداخل ومن الخارج،
تستعمل في الوهن وضعف الحيوية والنهك النفساني. تؤخذ النبتة في نقاعة أو تحضر في ليكور سكر.